# Rivière à la Loutre (Témiscamingue)
Pour les articles homonymes, voir Loutre (homonymie) et Rivière à la Loutre.
La rivière à la Loutre est un tributaire de la partie supérieure de la rivière des Outaouais. La rivière à la Loutre traverse le territoire des municipalités de Fugèreville et de Saint-Bruno-de-Guigues, dans la municipalité régionale de comté (MRC) de Témiscamingue, en Abitibi-Témiscamingue, au Québec, au Canada.

## Géographie

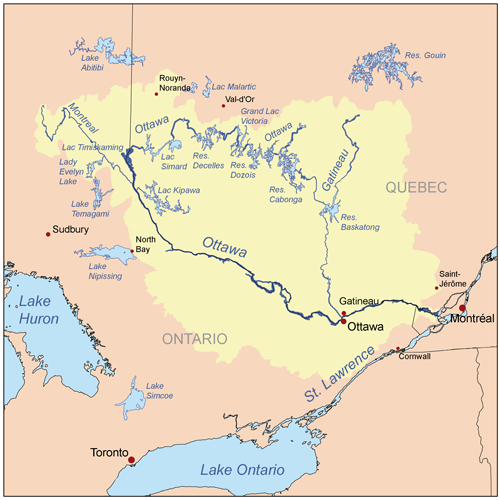
Bassin versant de la rivière des Outaouais.

Les bassins versants voisins de la rivière à la Loutre sont :
- côté nord : lac Témiscamingue ;
- côté est : rivière Laverlochère, ruisseau Cameron ;
- côté sud : lac Témiscamingue, rivière des Outaouais, ruisseau l'Africain ;
- côté ouest : lac Témiscamingue.

Le principal tributaire de la rivière à la Loutre est la rivière Laverlochère (venant de l'est). 
Le lac d'argentier (ex-lac d'Argent) (altitude : 292 m) constitue le lac de tête de la rivière à la Loutre. Il est situé à l'ouest du lac Brisebois et à l'ouest de la ville de Ville-Marie.
À partir du lac d'Argent, la rivière à la Loutre coule sur 8,1 km vers l'ouest, puis vers le nord, jusqu'à la rive sud du lac des Douze, que le courant traverse sur 2,1 km vers le nord ; puis 4,8 km vers le nord jusqu'à l'embouchure de la rivière Laverdochère (venant du nord) ; puis, 21,2 km (ou 12,9 km en ligne directe) vers l'ouest en formant plusieurs petits serpentins, jusqu'à la décharge d'un ruisseau venant du sud ; puis 12,8 km (ou 9,0 km en ligne directe) vers le nord en formant plusieurs serpentins, jusqu'à la décharge (venant du nord) du lac Profond (altitude : 222 m) ; puis 8,4 km vers l'ouest et le nord, jusqu'à son embouchure.
Sur son cours, la rivière à la Loutre recueille plusieurs ruisseaux agricoles et en passant juste au sud du village de Fugèreville. Son embouchure est situé à 229 m d'altitude dans le 6e rang de Fugèreville. La rivière se déverse dans la baie Paulson, sur la rive est du lac Témiscamingue, dans la rivière des Outaouais.

## Toponymie
Le toponyme rivière à la Loutre a été officialisé le 5 décembre 1968 à la Commission de toponymie du Québec.  